# Гендрік Штрек
Гендрік Штрек (нім. Hendrik Streeck; нар. 7 серпня 1977, Геттінген, Німеччина) — німецький епідеміолог, який спеціалізується на клінічних дослідженнях в області ВІЛ. Професор вірусології та директор Інституту вірусології і досліджень в галузі ВІЛ в Університеті Бонна.

## Раннє життя та освіта
Штрек вивчав медицину в Університеті Шаріте в Берліні. Потім він почав працювати постдокторантом у Массачусетській загальній лікарні Інституту Рагона, Массачусетського технологічного інституту і Гарвардської медичної школи. Отримав докторський ступінь в Університеті Бонна. За сумісництвом працював в Центрі досліджень Сніду, Массачусетської лікарні загального профілю та Гарвардської медичної школи.

## Кар'єра
У 2009 році Штрек був призначений інструктором з медицини, а в 2011 році — доцентом Гарвардської медичної школи. У вересні 2012 року він був прийнятий на роботу у Військову програму досліджень ВІЛ-інфекції США в Бетесде, де став начальником Секції клітинної імунології, а також доцентом Університету медичних наук  і допоміжного факультету Школи громадської охорони здоров'я Блумберга Університету Джона Гопкінса . В 2015 році він став завідувачем кафедри медичної біології в Університеті Дуйсбург-Ессен і заснував Інститут досліджень ВІЛ в тому ж році при збереженні статусу «запрошеного вченого» з американською військовою дослідницькою програмою з ВІЛ.
У 2018 році Штрек був в консультативній раді Німецького фонду Сніду (Deutsche AIDS Stiftung). У квітні 2020 року він був призначений міністром-президентом Арміном Лашеттом з Північного Рейну-Вестфалії в групу експертів з 12 чоловік для консультування з економічних і соціальних наслідків пандемії коронавіруса 2020 року в Німеччині .

### Дослідження ВІЛ
Під керівництвом Штреку Інститут досліджень ВІЛ працює над кількома методами профілактики ВІЛ, включаючи розробку і здійснимість вакцин проти ВІЛ, а також профілактику до контакту (PrEP). Особливу увагу при розробці вакцини проти ВІЛ-інфекції приділяється розумінню того, як клітини T-фолікулярного хелперу (Tfh) можуть стимулювати відповіді захисних антитіл під час реакції герминативного центру. Подальші напрями досліджень інституту включають розуміння того, чому деякі супутні захворювання, такі як рак або серцево-судинні захворювання, є більш схильними до розвитку при хронічній ВІЛ-інфекції, і можуть бути розроблені стратегії для придушення вірусних навантажень ВІЛ у відсутності антиретровірусної терапії. Деякі з цих досліджень проводяться в Мапуту, Мозамбік, де він керує програмою PhD в Національному інституті Саудівської Аравії з метою підготовки та утримання молодих вчених-медиків.

### Дослідження ІПСШ
Штрек активно досліджує епідеміологію, нові способи профілактики та лікування інших інфекцій, що передаються статевим шляхом (ІПСШ). В даний час він проводить найбільше систематичне дослідження з ІПСШ в Німеччині (дослідження BRAHMS), метою якого є зрозуміти, хто заражається ІПСШ.
У січні 2019 року дослідження BRAHMS було поширене на Францію, Італію, Іспанію, Польщу та Угорщину під назвою STIPnet . Паралельно планується створення європейської мережі профілактики ВІЛ та ІПСШ Він був призначений співголовою Міжнародної конференції зі Сніду IAS 2021 в Берліні .

### Коронавірусні дослідження
На початку квітня 2020 року Штрек і його команда повідомили з посиланням на своє дослідження COVID-19 Case-Cluster-Cluster, що вони «провели інтенсивний пошук в будинку сім'ї, зараженої коронавірусом, але не виявили його слідів на поверхнях».

## Нагороди
- 2015 — 15 адвокатів з питань ВІЛ в 2015 році[26]
- 2014 — Журнал People «найсексуальніший вчений» 2014[27]
- 2011 — Премія для молодих дослідників, Спільне відкриття вакцини проти Сніду (CAVD), Фонд Білла і Мелінди Гейтс
- 2010 — Премія для молодих дослідників, 17-й CROI, Сан-Франциско, Каліфорнія
- 2009 — Німецька премія в галузі боротьби зі Снідом (раз у два роки) (DAIG-Award)
- 2009 — Премія для нових дослідників, Конференція з вакцин проти Сніду, Париж, 2009
- 2009 — Премія для нових дослідників, 16-й CROI, Монреаль, Канада
- 2008 — Премія для молодих дослідників, Всесвітня конференція зі Сніду, Мехіко, 2008
- 2008 — Премія для нових дослідників, Конференція з вакцин проти Сніду, Кейптаун, 2008
- 2008 — NIH Scholarship 2008, HIV-Vaccine, Keystone, Banff, 2008
- 2008 — Премія для молодих дослідників, 15-й CROI, Бостон, Массачусетс
- 2007 — Премія для молодих дослідників, 14-й CROI, Лос-Анджелес, Каліфорнія
- 2006 — Премія для молодих дослідників, 13-й CROI, Денвер, CO
- 2006 — премія для молодих дослідників, Всесвітня конференція зі Сніду, Торонто, 2006.
- 2005 — Премія для молодих дослідників, ВІЛ-патогенез, Keystone, Banff, 2005

## Членство в асоціаціях
- Американське суспільство мікробіології (ASM)
- Американська асоціація імунологів (AAI)
- Німецька асоціація університетських професорів (Deutscher Hochschulverband)

## Друковані роботи

### Книги / Глави
- H. Streeck, G. Alter: "Immune Responses to Viral Infections." In: D. D. Richman, J. Whitley, F. G. Hayden: Clinical virology. 4. edition. ASM Press, 2016, ISBN 978-1-55581-942-2
- H. Streeck: Bug Attack (The Adventures of Damien the CD4 Cell & his Friends).Band 1, ISBN 1-5052-4534-6< . (children book, age 3–6 years, English)

### Вибрані публікації
- B. T. Schultz, A. F. Oster, F. Pissani, J. E. Teigler, G. Kranias, G. Alter, M. Marovich, M. A. Eller, U. Dittmer, M. L. Robb, J. H. Kim, N. L. Michael, D. Bolton, H. Streeck: "Circulating HIV-Specific Interleukin-21+CD4+ T Cells Represent Peripheral Tfh Cells with Antigen-Dependent Helper Functions." In: Immunity. 2016.
- F. Pissani, H. Streeck:  "Emerging concepts on T follicular helper cell dynamics in HIV infection"  In: Trends in Immunology. 35(6), Jun 2014, S. 278–286.
- S. Ranasinghe, S. Cutler, I. Davis, R. Lu, D. Z. Soghoian, Y. Qi, J. Sidney, G. Kranias, M. D. Flanders, M. Lindqvist, B. Kuhl, G. Alter, S. G. Deeks, B. D. Walker, X. Gao, A. Sette, M. Carrington, H. Streeck: "Association of HLA-DRB1-restricted CD4⁺T cell responses with HIV immune control."  In: Nature Medicine . 19(7), Jul 2013, S. 930–933.
- M. Lindqvist, J. van Lunzen, D. Z. Soghoian, B. D. Kuhl, S. Ranasinghe, G. Kranias, M. D. Flanders, S. Cutler, N. Yudanin, M. I. Muller, I. Davis, D. Farber, P. Hartjen, F. Haag, G. Alter, J. Schulze zur Wiesch, H. Streeck: "Expansion of HIV-specific T follicular helper cells in chronic HIV infection" In: Journal of Clinical Investigation. 122(9), 4. Sep 2012, S. 3271–3280.
- M. F. Chevalier, B. Jülg, A. Pyo, M. Flanders, S. Ranasinghe, D. Z. Soghoian, D. S. Kwon, J. Rychert, J. Lian, M. I. Muller, S. Cutler, E. McAndrew, H. Jessen, F. Pereyra, E. S. Rosenberg, M. Altfeld, B. D. Walker, H. Streeck: "HIV-1-specific interleukin-21+ CD4+ T cell responses contribute to durable viral control through the modulation of HIV-specific CD8+ T cell function." In: Journal of Virology. 85(2), Jan 2011, S. 733–741.
- H. Streeck, B. Li, A. F. Poon, A. Schneidewind, A. D. Gladden, K. A. Power, D. Daskalakis, S. Bazner, R. Zuniga, C. Brander, E. S. Rosenberg, S. D. Frost, M. Altfeld, T. M. Allen: "Immune-driven recombination and loss of control after HIV superinfection" In: Journal of Experimental Medicine. 205(8), 4. Aug 2008, S. 1789–1796.